# Хришћанство у Либану
Либан је једна од свега три државе Блиског истока (друге две су Република Кипар и Сиријска Арапска Република), у којој су хришћани државотворна заједница. Хришћани су чинили 55 % становништва Либана 1932. године, али се њихов број концем вијека снизио. Ово је посљедица тијесне узајамне везе мјесних хришћана са Ватиканом и Француском. Већина хришћана у Либану су маронити. Остали хришћани припадају грчкој и јерменској заједници.
Хришћанство у Либану је древније од ислама. У византијској епохи мјесни хришћани потчињавали су се Антиохијској патријаршији. Маронити, који чине главнину сиријских монотелита, отпали су од Једне, Свете, Саборне и Апостолске Цркве у VI вијеку.
Арапска најезда је учврстила либанске хришћане, који су убрзо прешли на употребу арапског језика. Крсташки ратови су изазвали одушевљење у редовима маронита, и допринијели њиховом зближавању са римокатолицима и са Француском државом (у вријеме Јерусалимског краљевства). Двадесети вијек је обиљежен жестоким сукобима између хришћанских и муслиманских заједница у Либану.
Осим маронита, у Либану живе сљедеће хришћанске заједнице:  јерменска (исповиједају монофизитизам), римокатоличка и протестантска (евангелисти).
Либански политички систем је заснован је на подјели власти међу разним националним и вјерским заједницама. Скупштину чине 64 четири посланика муслимана и исто толико хришћана. Године 1934. хришћани и муслимани су потписали Национално поглавље према којем се предсједник Либана бира из редова хришћана, сунитским муслиманима припада мјесто премијера, а муслиманима шиитима столица предсједника либанске скупштине. Главног министра у влади именује грчка православна заједница. Једно до два министарска мјеста припадају Јерменима.
Економски и финансијски капитал је под контролом маронита, који имају на десетине политичких странака да заштите своје интересе. Маронитски патријарх један је од најутицајнијих људи у земљи.

## Јермени у Либану
Још почетком прошлог вијека хришћанске заједнице Блиског истока играле су значајну улогу у политичком, економском и културном животу региона. Међутим, као посљедица појаве панисламске и панарапске идеологије, арапско-израелског рата и етничког чишћења број хришћана се значајно умањио. Бјекство хришћана из Египта, Сирије, Ирака, Палестине и Либана довело је до промјене у државној структури у тим земљама и промене политичких и економских оријентира.
Јерменски хришћани у већем броју појавили су се у Либану након геноцида над Јерменима у Отоманској империји, мада су и раније живјели у многим земљама Блиског истока - у Светој Земљи, Палестини, Антиохији, планинском Либану... Активно су учествовали у етногенези либанских хришћана, прије свега маронита и тз сиријских антиохијских хришћана.
Јермени из Киликије, међу њима и кнежевске породице, преселиле су се на Блиски исток и стопиле с мјесним хришћанима. Не чуди што многе утицајне либанске породице воде поријекло баш из Киликије. Већина либанских Јермена су потомци избјеглица из Отоманске Турске. Избјеглице су изградиле низ компактних насеља у разним, до тада мочварним, областима Бејрута. У почетку су градили бараке, а затим им је дозвољено да зидају куће и зграде, које стоје и данас. 
Либанска јерменска заједница је углавном насељена у главном граду - Бејруту и околини, као и у дијеловима Метн и Захле. Јермени такође живе у одвојеним четвртима Триполиja, Тира и Сидона, а расути су у областима планинског Либана, гдје је упориште маронитских хришћана.
Традиционално, Јермени Либана су сљедбеници три главне хришћанске деноминације.
- Већина су припадници Јерменске Апостолске Цркве чији је егзарх у Киликији (Турска). Имају 13 богомоља.
- Јермени римокатолици су такође бројни у Либану. Резиденција патријарха налази се у Бејруту. Имају 7 храмова.
- Јермени протестанти (евангелисти) углавном живе у Бејруту и околини, и у граду Ајнџару. Имају 6 храмова.

По религиозном опредијељењу Јермени између себе постављају јасну границу, али у погледу етницитета држе се као једна скупина. Све хришћанске заједнице су признате и имају не мали утицај у држави. 
У Либану постоје десетине образовних и духовних институција јерменских хришћана. Јерменски заводи су веома угледни међу Либанцима, како хришћанима, тако и муслиманима. На примјер, јерменски Евангелистички колеџ је популаран међу свим хришћанским групама у Либану. Јерменски Универзитет „Ајказјан” се сматра свјетиоником западног образовања. Посебну улогу имају јерменске римокатоличке средње школе и друге образовне установе у којима су образовани многе истакнуте политичке личности у Либану. Католичко братственици у Бзумару има велику библиотеку и семинарију основану 1771. године. 
Либанска јерменска штампана гласила, радио и телевизија играју веома важну улогу. 
Јерменске добротворне организације послују у свим областима Либана. Током посљедње израелске агресије на Либан, они су помогли избјеглицама у јужном дијеловима државе у пружању здравствене услуге и центрима за рехабилитацију. Јерменске цркве су постале уточишта за лица која су остала без сопственог дома.
У току грађанског рата, када је религиозни сукоб пријетио да угрози устројство либанске државе, јерменска заједница се држала по страни, не подржавајући ни хришћане, ни муслимане. Због тога је трпјела притисак радикалних хришћана који су имали моћ у великом броју кључних области Либана. У току грађанског рата, од 1975. до 1990. године, многи Јермени су напустили Либан. По незваничним процјенама тај број износи око 200.000 људи. И јерменски капитал је у значајној мјери страдао. Упркос свему, јерменска заједница је наставила да утиче на збивања у држави у којој 60% чине муслимани, а 40% хришћани.
Јермени као заступника и заштитника своје етничке заједнице у Либану и Сирији виде управо власт у сусједној Сирији. Не чуди што су политички противници оптужили Јермене да су стали на страну Хезболаха јер од њих очекују да заштите многобројне сународнике у Сирији и Ирану.
Колективно сјећање на геноцид умногоме помаже Јерменима да сачувају идентитет у далеком расијању. Велики број либанских Јермена населио се у Јерменију, један број је отишао у САД и Канаду и та појава обеспокојава јерменске вође у Либану. Полагано опадање броја Јермена у Либану може довести до губитка политичке моћи јерменских партија, а то се неће одразити добро на живот јерменске заједнице у Либану.